# Bel Rio
Der Bel Rio ist ein kleiner Fluss in Frankreich, der in den Regionen Nouvelle-Aquitaine und Centre-Val de Loire verläuft. Er entspringt im östlichen Gemeindegebiet von Les Grands-Chézeaux, entwässert zunächst unter dem Namen Ruisseau de l’Étang de Puy Laurent in nordwestlicher Richtung, ändert beim Erreichen der Regionsgrenze seinen Namen auf die definitive Bezeichnung sowie seine Fließrichtung auf Nord und mündet nach insgesamt rund 19 Kilometern im Gemeindegebiet von Chaillac als linker Nebenfluss in den Anglin. 
Auf seinem Weg durchquert der Bel Rio die Départements Haute-Vienne und Indre.

## Orte am Fluss
(Reihenfolge in Fließrichtung)
- La Gotte Bernard, Gemeinde Les Grands-Chézeaux
- Bantard, Gemeinde Saint-Georges-les-Landes
- Jagon, Gemeinde Saint-Georges-les-Landes
- La Bure, Gemeinde Cromac
- Beaulieu
- Embrimort, Gemeinde Chaillac
- Brosse, Gemeinde Chaillac
- Chaillac

## Sehenswürdigkeiten
- Château de Brosse, Burgruine aus dem 10. Jahrhundert am Flussufer, im Gemeindegebiet von Chaillac – Monument historique[4]